# 浪花家総本店
浪花家総本店（なにわやそうほんてん）は、東京都港区麻布十番にある甘味処、和菓子店。

## 概要
1909年（明治42年）創業の鯛焼き専門店。初代の神戸清次郎が浪花（現在の大阪市）出身であったため、故郷にちなんで浪花家と命名した。創業時、店は九段にあり、第二次世界大戦後に麻布十番へ移転した。
元々今川焼きを売り始めたが売れず、亀の形の「かめ焼き」も売れなかったが、「めでたい」にちなんで、さらに庶民の口になかなか入らない高級品である鯛の型で焼くことを考案し、売り出したのが始まりとされている。
2007年（平成19年）5月25日、たいやきビルが新装オープンした。

## 営業情報
- 取扱商品 - 鯛焼き、やきそば、あんみつ、かき氷など
- 定休日 - 火曜日、第3水曜日
- 営業時間 - 午前11時～午後7時
- 客席数 - 1階・鯛焼き店、2階・飲食スペース/18席～20席
- 電話予約 - 鯛焼きの予約を受ける
- 駐車場 - なし

## 交通アクセス
- 東京メトロ南北線 - 麻布十番駅より徒歩2分
- 都営大江戸線 - 麻布十番駅より徒歩2分

## ギャラリー

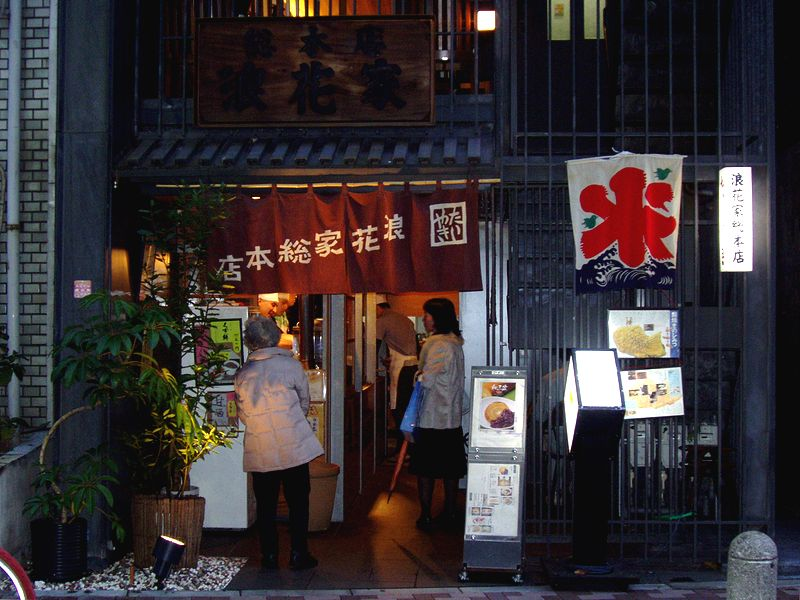
夜間の店舗外観（2007年11月30日撮影）
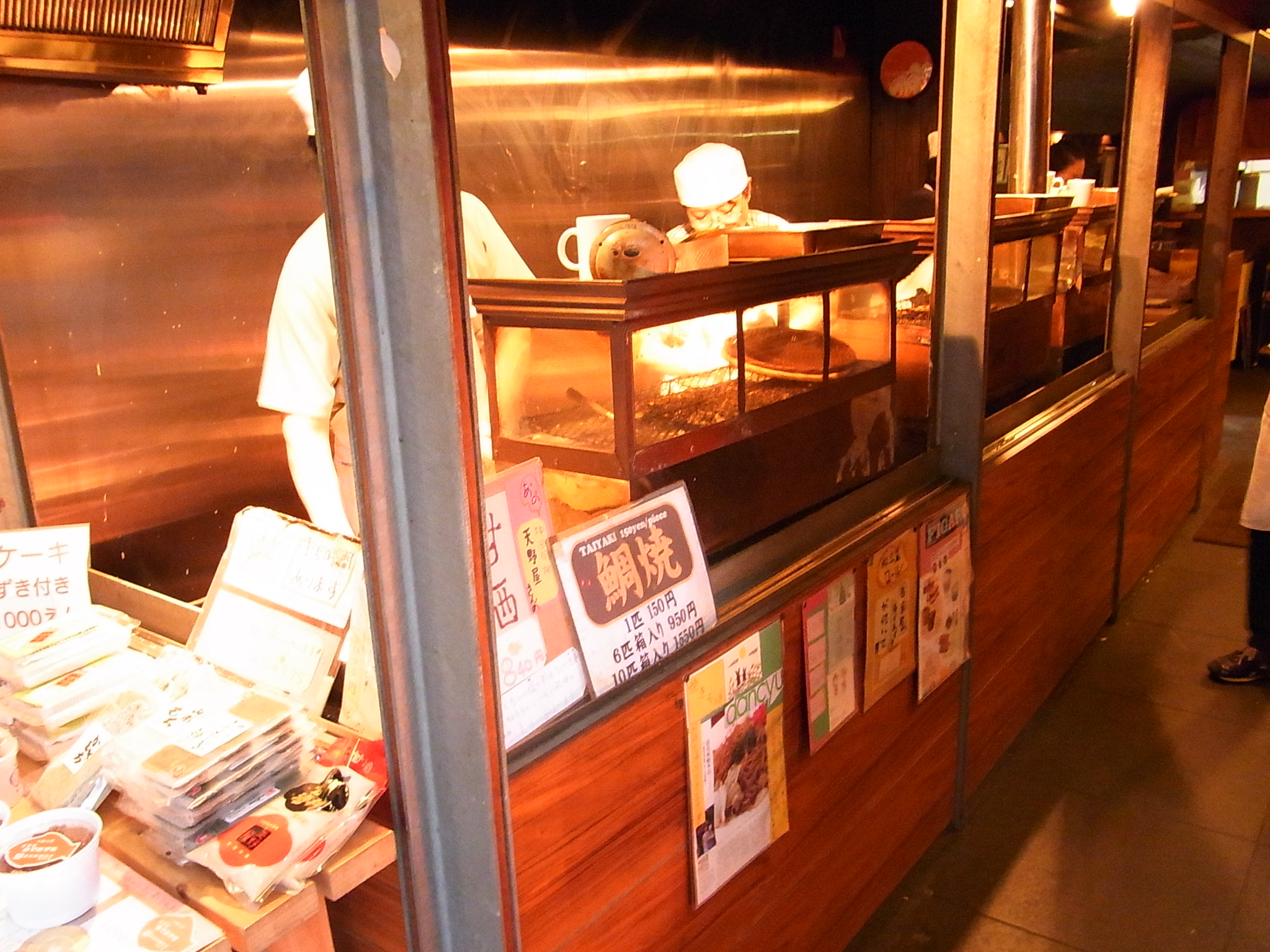
鯛焼き（2009年12月2日撮影）
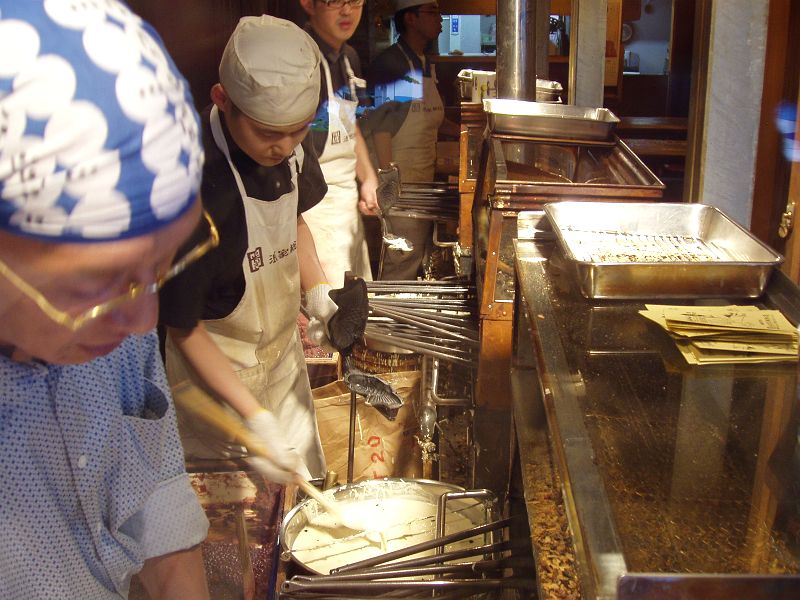
鯛焼き（2009年12月2日撮影）